# Fort jednostkowy
Fort jednostkowy – rodzaj fortu określany często mianem fortu uniwersalnego. Mógł pełnić funkcje zarówno fortu obrony dalekiej, jak i bliskiej. Był silnie uzbrojony w artylerię szybkostrzelną umieszczoną w pancernych kazamatach tradytorów i w obrotowych wieżach pancernych rozlokowanych najczęściej na stropie betonowego bloku koszarowo-bojowego.
Cały fort miał kształt barkanu otoczonego pełnoprofilową fosą bronioną na odcinku czołowym przez galerię strzelecką umieszczoną w przeciwstoku. Dodatkowo fosy broniły kaponiery przeciwstokowe uzbrojone w działa szybkostrzelne i broń maszynową. Odcinek szyjowy fortu broniony był z kaponiery szyjowej przyległej bezpośrednio do budynku koszarowo-bojowego. Przykładem fortu jednostkowego jest przemyski fort XIII "San Rideau" (zaliczany także do fortów pancernych).